# Jesús González (futbolista)
José de Jesús González (Tepatitlán de Morelos, Jalisco, 19 de noviembre de 1998) es un futbolista mexicano. Juega como delantero y su equipo es el Atlético de San Luis de la Liga MX.
Tiene un hijo con la cantante Sabina Hidalgo, del grupo Now United. Enzo nació el 4 de agosto de 2022, fruto del noviazgo de Tepa y Sabina.

## Trayectoria

### Club Deportivo Aves Blancas
Surgió desde el Club Deportivo Aves Blancas de Tepatitlán; gracias a sus asombrosas actuaciones el club deportivo Guadalajara se interesó en el, iniciando en la categoría sub-15 con el equipo tapatío.

### Inicios y Club Deportivo Guadalajara
Surgido en las Fuerzas Básicas del Guadalajara, desde el año 2011 comenzando a jugar para las fuerzas inferiores, en el año 2013, fue enviado al segundo equipo de las Chivas Rayadas, de la Segunda División de México, en el 2015 regresó a las categorías Sub-17 así como también con la Sub-20.

### Club Deportivo Tudelano
El 26 de julio de 2018, se oficializó su traspaso al Club Deportivo Tudelano del fútbol de España en calidad de Préstamo por un 1 año sin opción a compra. Debuta el 8 de septiembre de 2018, debutando en el torneo 2018-19 de la segunda división B de España, jugando 68 minutos ante el Gimnástica de Torrelavega.
El 12 de septiembre de 2018 debuta en la Copa del Rey, en la derrota 3-0 ante el UD Melilla, jugó 34 minutos.

### Club Deportivo Guadalajara
El 9 de julio de 2019, se confirma su regreso a las Chivas, por petición de Tomás Boy tras finalizar su préstamo con el Tudelano, convirtiéndose en el quinto refuerzo de cara al Apertura 2019.
Hace su debut en México el 7 de agosto de 2019 en la Copa MX, en la victoria de 2 a 1 ante el Santos Laguna, correspondiente a la Jornada 1 de la Copa MX.
Hace su debut profesional en primera división el 17 de agosto de 2019 en la Liga MX, en la derrota 4 a 3 ante el León, correspondiente a la Jornada 5 de la Liga MX.

## Estadísticas
Actualizado al último partido jugado el 22 de abril de 2022.
| C. D. Tudelano · España                                                                                   | 2.ª                 | 2018-19             | 19  | 0  | 1 | 0 | — | — | 20  | 0  | 0.0  |
| C. D. Tudelano · España                                                                                   | Total               | Total               | 19  | 0  | 1 | 0 | 0 | 0 | 20  | 0  | 0.0  |
| C. D. Guadalajara · México                                                                                | 1.ª                 | A-2019              | 1   | 0  | 2 | 0 | — | — | 3   | 0  | 0.0  |
| C. D. Guadalajara · México                                                                                | 1.ª                 | 2022-23             | 13  | 1  |   |   |   |   | 13  | 1  |      |
| C. D. Guadalajara · México                                                                                | Total               | Total               | 14  | 1  | 2 | 0 | 0 | 0 | 16  | 1  | 0.0  |
| C. D. Leones Negros · México                                                                              | 2.ª                 | 2020                | 6   | 1  | — | — | — | — | 6   | 1  | 0.17 |
| C. D. Leones Negros · México                                                                              | 2.ª                 | 2020-21             | 28  | 4  | — | — | — | — | 28  | 4  | 0.14 |
| C. D. Leones Negros · México                                                                              | 2.ª                 | 2021                | 19  | 2  | — | — | — | — | 19  | 2  | 0.11 |
| C. D. Leones Negros · México                                                                              | Total               | Total               | 53  | 7  | 0 | 0 | 0 | 0 | 53  | 7  | 0.13 |
| C. D. Tapatío · México                                                                                    | 2.ª                 | 2022                | 16  | 1  | — | — | — | — | 16  | 1  | 0.06 |
| C. D. Tapatío · México                                                                                    | 2.ª                 | 2022-23             | 25  | 12 | — | — | — | — | 25  | 12 | 0.48 |
| C. D. Tapatío · México                                                                                    | 2.ª                 | 2023-24             | 14  | 0  | — | — | — | — | 14  | 0  | 0.00 |
| C. D. Tapatío · México                                                                                    | Total               | Total               | 55  | 13 | 0 | 0 | 0 | 0 | 55  | 13 | 0.06 |
| Atlético San Luis México                                                                                  | 1.ª                 | 2023-24             | 8   | 0  | — | — | — | — | 8   | 0  | 0.00 |
| Atlético San Luis México                                                                                  | Total               | Total               | 8   | 0  | 0 | 0 | 0 | 0 | 8   | 0  | 0.00 |
| C. S. Herediano Costa Rica                                                                                | 1.ª                 | 2024-25             | 22  | 4  | 1 | 0 | 6 | 2 | 29  | 6  | 0.20 |
| C. S. Herediano Costa Rica                                                                                | Total               | Total               | 22  | 4  | 1 | 0 | 6 | 2 | 29  | 6  | 0.20 |
| Total en su carrera                                                                                       | Total en su carrera | Total en su carrera | 171 | 25 | 4 | 0 | 6 | 2 | 181 | 27 | 0.14 |
| (1) Incluye datos de Copa del Rey (2018-19) y Copa MX (2019). (3) No incluye goles en partidos amistosos. |                     |                     |     |    |   |   |   |   |     |    |      |

## Palmarés

### Títulos nacionales
| Título                            | Club                   | País       | Año     |
| --------------------------------- | ---------------------- | ---------- | ------- |
| Liga de Expansión MX              | Club Deportivo Tapatío | México     | Cl-2023 |
| Campeón de Campeones Expansión MX | Club Deportivo Tapatío | México     | 2023    |
| Supercopa de Costa Rica           | C. S. Herediano        | Costa Rica | 2024    |
| Primera División de Costa Rica    | C.S.Herediano          | Costa Rica | 2024    |
| Primera División de Costa Rica    | C.S.Herediano          | Costa Rica | 2025    |